# Sylvan Lake (Alberta)
Sylvan Lake est une ville (town) du Comté de Red Deer, située dans la province canadienne d'Alberta.

## Démographie
En tant que localité désignée dans le recensement de 2011, Sylvan Lake a une population de 12 327 habitants dans 4 602 de ses 5 595 logements, soit une variation de 20,3 % avec la population de 2006. Avec une superficie de 15,61 km2, la ville possède une densité de population de 789,36 hab/km2 en 2011.
Concernant le recensement de 2006, Sylvan Lake abritait 10 208 habitants dans 3 667 de ses 4 277 logements. Avec une superficie de 10,83 km2, la ville possédait une densité de population de 942,3 hab/km2 en 2006.
| 2001  | 2006   | 2011   | 2016   |
| ----- | ------ | ------ | ------ |
| 7 503 | 10 208 | 12 362 | 14 816 |